# Gentiana grandilacustris
Gentiana grandilacustris är en gentianaväxtart som beskrevs av J. S. Pringle. Gentiana grandilacustris ingår i släktet gentianor, och familjen gentianaväxter. Inga underarter finns listade i Catalogue of Life.